# 速霸陸EJ族引擎
速霸陸EJ族引擎為日本富士重工業1990年代至2000年代間開發製造的一系列水平對臥四缸汽油往復式發動機，接替過往的速霸陸EA族引擎；此條目一併記述速霸陸Alcyone SVX所搭載的EG33型水平對臥六缸引擎。

## 概要
此系列引擎皆是水平對臥四缸、16氣門的配置，分成SOHC或DOHC兩種；自然進氣或渦輪增壓等形式皆有。另外此系列引擎曾獲得華德十大最佳汽車引擎的獎項，分別是2004年的EJ257型和2010年的EJ255型。
1999年進化成「Boxer PHASE II」系統，主要精進之處在於全新渦流氣旋設計的直線進氣歧管與兩段式迴轉氣門控制軸，具有可變氣門正時的效果，大幅增加中低轉速的扭力。此外，中央曲軸箱改採五軸承的設計，比起以往的三軸承設計更能抑制噪音與震動。

## EJ15型
排氣量1,493c.c.的EJ15型，其缸徑85.0mm、衝程65.8mm、壓縮比9.4：1至10.0：1不等，採MPI多點燃油噴射裝置（multi points fuel injection之縮寫）、SOHC構造。共分四個亞型：
1. EJ151型：最大馬力97ps / 6,000rpm、最大扭力13.2kgf·m / 3,600rpm。
2. EJ152型：最大馬力102ps / 5,600rpm、最大扭力13.9kgf·m / 4,000rpm。
3. EJ153型：最大馬力95ps / 5,200rpm、最大扭力14.3kgf·m / 3,600rpm。
4. EJ154型：最大馬力100ps / 5,200rpm、最大扭力14.5kgf·m / 4,000rpm。

車型：
1. 1992年-2000年：第一代速霸陸Impreza（E-GC1/2、E-GF1/2）

## EJ16型
EJ16型的排氣量為1,597c.c.、缸徑87.9mm、衝程65.8mm、壓縮比9.4：1至10.0：1不等、SOHC構造、MPI多點燃油噴射裝置。最大馬力100ps / 6,000rpm，扭力峰值14.1kgf·m / 4,500rpm。車型：
1. 1993年-1997年：第一代速霸陸Impreza（E-GC3/4、E-GF3/4）

## EJ18型
EJ18型的排氣量是1,820c.c.，缸徑87.9mm、衝程75.0mm、壓縮比9.5：1至9.7：1不等。SOHC構造，燃油供應裝置則有SPI單點燃油噴射裝置（single point fuel injection之縮寫）、MPI多點燃油噴射裝置等二種。共分成三個亞型：
1. EJ181型：110ps / 6,000rpm、最大扭力15.2kgf·m / 3,200rpm。
2. EJ182型：115ps / 6,000rpm、最大扭力15.7kgf·m / 4,500rpm。
3. EJ183型：120ps / 5,600rpm、最大扭力16.7kgf·m / 3,600rpm。

車型：
1. 1989年-1993年：第一代速霸陸Legacy（E-BC2/3、E-BF2/3）
2. 1993年-1996年：第二代速霸陸Legacy（E-BD2/3、E-BG2/3）
3. 1993年-1999年：第一代速霸陸Impreza（E-GC5/6、E-GF5/6）
4. 1990年-1993年：第二代五十鈴Aska CX

## EJ20型
EJ20型共通的排氣量為1,994c.c.、缸徑92.0mm、衝程75.0mm，依構造區分成許多下列亞型：

### EJ20E型
EJ20E型採自然進氣、SOHC之設計，依調校程度分成不同的馬力和扭力：
- BC/BF型Legacy、五十鈴Aska CX：最大馬力125ps / 5,500rpm、最大扭力17.5kg·m / 4,500rpm。
- BD/BG型Legacy、GC/GF型Impreza（HX-20S）、SF型Forester：
  - 最大馬力125ps / 5,500rpm、最大扭力17.5kg·m / 4,500rpm（Legacy的A型、Impreza HX-20S的C型）
  - 最大馬力135ps / 5,600rpm、最大扭力18.5kg·m / 4,000rpm（Legacy的B型以降、Impreza HX-20S的D型、Forester）
- BL/BP型Legacy、GE/GH型Impreza（20S）、SG型Forester（D型以降）：最大馬力140ps / 5,600rpm、最大扭力19.0kg·m / 4,400rpm。

### EJ202型
EJ202型採自然進氣、SOHC之設計，車型：
- BE/BH型Legacy、SG型Forester（A～C型）：最大馬力137ps / 5,600rpm、最大扭力19.0kg·m / 3,600rpm。

### EJ20D型
EJ20D型採自然進氣、DOHC之設計，尚未加入AVCS主動閥門控制系統前的主力引擎，使用普通汽油。車型：
- BC/BF型及BD/BG型Legacy：
  - 最大馬力150ps / 6,800rpm、最大扭力17.5kg·m / 5,200rpm（BC/BF型手排車）
  - 最大馬力140ps / 6,500rpm、最大扭力18.0kg·m / 5,000rpm（BC/BF型自排車）
  - 最大馬力150ps / 6,400rpm、最大扭力18.5kg·m / 4,800rpm（BD/BG型）

### EJ204型
EJ204型採自然進氣、DOHC之設計，並具有AVCS主動閥門控制系統。車型：
- BE/BH型Legacy、GC/GF型Impreza、GD/GG型Impreza：最大馬力155ps / 6,400rpm、最大扭力20.0kg·m / 3,200rpm。
- BL/BP型Legacy：
  - 最大馬力190ps / 7,100rpm、最大扭力20.0kg·m / 4,400rpm（手排車）
  - 最大馬力180ps / 6,800rpm、最大扭力20.0kg·m / 4,400rpm（自排車）
- SH型Forester（前期型）：最大馬力148ps / 6,000rpm、最大扭力19.5kg·m / 3,200rpm。
- YA型Exiga：
  - 最大馬力148ps / 6,000rpm、最大扭力19.5kg·m / 3,200rpm（自排車）
  - 最大馬力150ps / 6,000rpm、最大扭力19.5kg·m / 3,200rpm（Lineartronic）

### EJ20C型
EJ20C型使用的燃料為液化石油氣，供應給LPG計程車使用，詳情參看第一代速霸陸Legacy。

### EJ20N型
EJ20N型採自然進氣、SOHC之設計，並使用稀薄燃燒之設計，最大馬力125ps / 5,600rpm、扭力峰值18.0kg·m / 4,400rpm。車型：
1. 1996年-1998年：第二代速霸陸Legacy

### 單渦輪增壓型
EJ20T型並非官方正式命名，而是眾多改裝車廠和車迷之間的習稱。加裝渦輪增壓器的此型引擎皆附有中冷器，且皆為DOHC構造，區分為下述幾個亞型：

#### EJ20G型
渦輪增壓的EJ20G型含有三種亞型，最大馬力及扭力依調校程度而有所不同：
1. 搖臂式HLA液壓汽門間隙調節器（hydraulic lash adjuster）EJ20G型：可從點火線圈處辨識，每個線圈有兩顆M6螺栓，覆蓋4凸輪、16汽門，火星塞插孔上下各有一條水平線。此外，此亞型引擎具有水冷式中冷器（charge cooler）和活塞機油噴射器（oil squirter）。
  1. 最大馬力220ps / 6,400rpm、最大扭力27.5kg·m / 4,000rpm：BC5型Legacy（RS、RS-R、RS-RA）。為了提高馬力輸出，採取搖臂驅動DOHC 16汽門、水冷式機油冷卻器、每缸直接點火、8位元微電腦控制的多點燃料噴射裝置等。1989年12月1日發表第一代Legacy RS-RA車型時，由STI手工打造了進氣埠内鏡面研磨、各轉速部位平衡校正、金色塗裝的鎂合金汽缸蓋、鍛造活塞等各種專用元件。
  2. 最大馬力200ps / 6,000rpm、最大扭力26.5kg·m / 3,600rpm：BC5/BF5型Legacy（GT）。由於考量到搭配自動排檔變速箱，變更了凸輪、渦輪和ECU程式，故馬力大減，且未裝置水冷式機油冷卻器。
2. 桶式HLA液壓汽門間隙調整器EJ20G型：可從點火線圈處辨識，每個線圈有一顆M8螺栓，覆蓋4凸輪、16汽門，火星塞插孔下方有一條水平線。大體上此亞型引擎的中冷器是傾斜的，且進氣埠標註著「INKO」、排氣埠則為「EXKO」。所有的Impreza WRX五門旅行車型及四門自排車型皆安裝90度彎頭的三菱TD04型渦輪，所有Impreza WRX手排車型（含STi版）皆安裝90度彎頭的三菱TD05型渦輪。
  1. 最大馬力240ps / 6,000rpm、最大扭力31.0kg·m / 5,000rpm：Impreza WRX四門/五門GC8/GF8型。使用於手動排檔變速箱車型，減少汽缸頭周圍零件的摩擦損耗。最高轉速落至7,000rpm，採缸內直接點火方式。
  2. 最大馬力220ps / 6,000rpm、最大扭力28.5kg·m / 3,500rpm：Impreza WRX四門/五門GC8/GF8型、競技版EX。為了對應五門旅行車的車重增加和自動排檔變速箱，渦輪改小且重視扭力，一樣省略了水冷式機油冷卻器。
  3. 最大馬力250ps / 6,500rpm、最大扭力31.5kg·m / 3,500rpm：Impreza WRX STi四門/五門GC8/GF8型。具備STI手工打造的鍛造活塞、封閉式水道設計汽缸本體、專用ECU、輕量化HLA油壓汽門間隙調整器等。後來到2009年2月為止，STI版本全都搭配手排變速箱。
  4. 最大馬力260ps / 6,500rpm、最大扭力31.5kg·m / 5,000rpm：Impreza WRX四門GC8型、Impreza WRX STi五門GF8型。基本構造跟次一亞型相同，為了對應五門旅行車的車重而重視扭力。
  5. 最大馬力270ps / 6,500rpm、最大扭力32.5kg·m / 4,000rpm：Impreza WRX STi Type RA四門GC8型。為了因應高馬力，渦輪供壓從600mmHg調整至700mmHg。
  6. 最大馬力280ps / 6,500rpm、最大扭力33.5kg·m / 4,000rpm：Impreza WRX四門GC8。供應給「D」型和「E」型用。
  7. 最大馬力280ps / 6,500rpm、最大扭力36.0kg·m / 4,000rpm：Impreza WRX四門GC8型。這具是「F」型以降、WRX車型手排版的專用引擎，和STI版本的差別在於追求降低成本，因此渦輪、中冷器等零件都不同。Impreza GC8型後的WRX車型由於引擎加裝AVCS主動閥門控制系統，280ps馬力的上限自此消失。
3. 汽門間隙調整器（shim-over-bucket）EJ20G型：可從平整的汽門蓋、矽導線和進氣歧管中間多餘的點火線圈觀察出此具引擎，在日本市場同時提供手排和自排兩種變速箱，但歐規的Impreza Turbo僅有手排版。
  1. 最大馬力250ps / 6,500rpm（日規）或211ps / 6,500rpm（歐規）、最大扭力31.2kg·m / 3,500rpm：Forester SF型（1997年-1998年）、Impreza WRX自排GC/GF型（1997年-1998年）

#### EJ20K型
EJ20K型引擎的特徵是點火線圈位於進氣歧管中心部位、進氣埠位於歧管下方、怠速空氣控制器分離。車型：
1. 最大馬力280ps / 6,500rpm、最大扭力35.0kg·m / 4,000rpm：Impreza WRX STi四門/五門GC8/GF8型。該具引擎輸出已達日本車廠的馬力自主上限，搭載於WRX STi第三版。自Impreza頂級「D」型起，引擎型號也從EJ20G型改為EJ20K型（MASTER-4系列）。考量到量產方便性，汽缸體改為開放式水道設計，本為直接點火式也改成兩個點火線圈同時點火。由於滾珠軸承的支撐，石川島播磨重工業承製的VF23型滾珠軸承渦輪之增壓值變成800mmHg。另外像低摩擦力活塞、實心氣門、加大中冷器、變更進氣管路等設定，皆是為了提高馬力輸出。此外，考量到WRX STi Type RA連續高轉速運轉的嚴苛環境，中空型閥門有助於燃燒室周圍的散熱。STI第五版（「F」型）換裝成EJ207型（PHASE-II系列）引擎，以進氣系統為中心而大幅更新。

#### EJ20X型與EJ20Y型

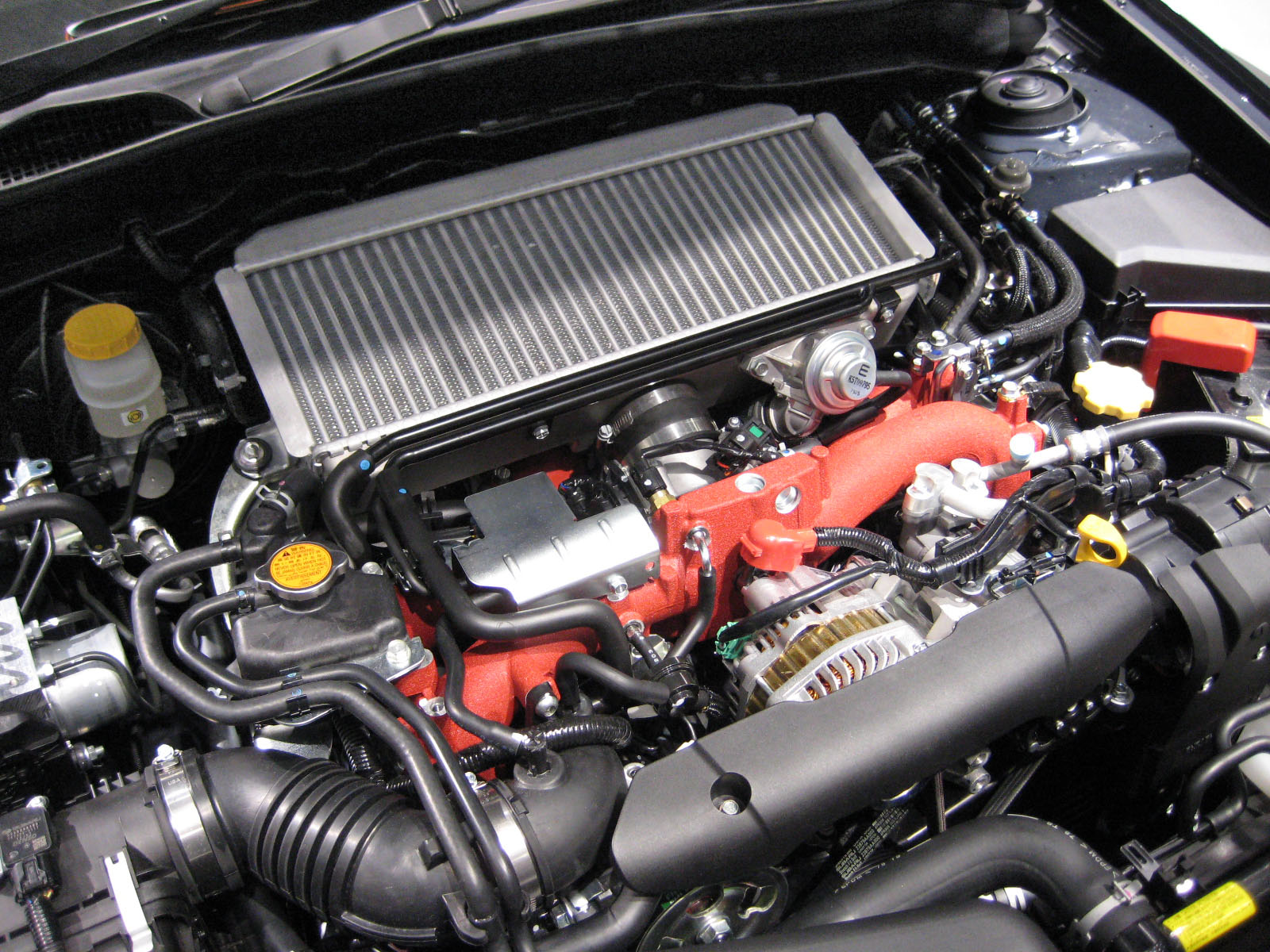
搭載於第三代Impreza S-GT的EJ20Y型引擎

渦輪增壓的EJ20X型與EJ20Y型之汽缸本體採開放式水道設計，汽缸壁比EJ25型更薄。二者皆配有鍛造連桿與曲柄，並具雙AVCS主動閥門控制系統。自排車搭配VF38型渦輪，手排車的渦輪則為TD04 HLA 19T。車型：
1. 最大馬力250ps / 6,000rpm、最大扭力34.0kg·m / 2,400rpm：第三代Impreza GH8 S-GT/2.0GT，為雙渦流渦輪增壓型式
2. 最大馬力260ps / 6,000rpm、最大扭力35.0kg·m / 2,000rpm：Legacy四門/五門 BP5/BL5 GT/GT Spec.B自排車
3. 最大馬力280ps / 6,400rpm、最大扭力35.0kg·m / 2,400rpm：Legacy四門/五門 BP5/BL5 GT/GT Spec.B手排車
4. 最大馬力308ps / 6,400rpm、最大扭力43.0kg·m / 4,400rpm：第三代Impreza WRX STI CBA-GRB
5. 最大馬力320ps / 6,400rpm、最大扭力44.0kg·m / 3,200~4,400rpm：第三代Impreza WRX STI S206 CBA-GVB，活塞、凸輪、曲軸連桿等部件皆輕量化處理，且重新配置汽缸壓平衡、專用ECU行車電腦及RHF-5HB VF34渦輪增壓器。

#### EJ205型
EJ205型渦輪增壓引擎搭載於外銷版的Impreza WRX上，而日規版Impreza WRX則使用EJ207型（五門旅行車仍使用EJ205型）。此外，外銷澳洲的Impreza WRX EJ205型引擎沒有點火線圈，可從車輛識別號碼的第6位是8、第10位是Y來辨識。最大馬力225ps / 5,600rpm，最大扭力33.2kg·m / 4,400rpm。車型：
1. 1999年-2006年：速霸陸Impreza WRX
2. 2005年：紳寶9-2X AERO
3. 2002年-2003年：第二代速霸陸Forester「Cross Sports」特仕車
4. 2007年-2009年：第三代速霸陸Forester
5. 2008年-2018年：速霸陸Exiga

#### EJ207型
EJ207型渦輪增壓引擎的壓縮比8.0：1，具有紅色進氣歧管（俗稱紅頭EJ20）、進氣埠位於歧管下方、半封閉式水道設計的汽缸本體。車型：
1. 1998年-2005年：速霸陸Impreza WRX STi，最大馬力280ps / 6,500rpm、最大扭力36.0kg·m / 4,000rpm。
2. 2000年：速霸陸Impreza S201 STi Version，最大馬力300ps / 6,500rpm、最大扭力36.0kg·m / 4,000rpm。
3. 2005年-2008年：速霸陸Impreza WRX STi，最大馬力308ps / 6,400rpm、最大扭力43.0kg·m / 4,400rpm。
4. 2008年迄今：速霸陸Impreza WRX STI specC，最大馬力308ps / 6,400rpm，最大扭力43.8kg·m / 3,200rpm。
5. 2014年迄今：速霸陸WRX，最大馬力308ps / 6,400rpm、最大扭力43.0kg·m / 4,400rpm。

### 雙渦輪增壓型
EJ20TT型也是車迷和改裝廠之間的習稱，並非原廠的官方稱呼。這種引擎採序列式雙渦輪增壓系統（sequential twin turbocharged system），並附中冷器。受限於引擎室緊湊的空間，此型引擎僅搭載於日規版Legacy，區分成下述幾個亞型：

#### EJ20H型

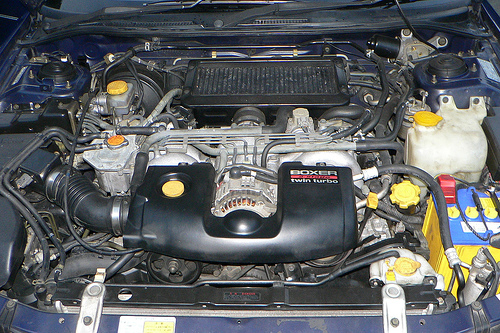
EJ20H型引擎

最大馬力為250ps / 6,500rpm，最大扭力則是31.5kg·m / 5,000rpm。兩顆大小不同的渦輪增壓器置於引擎附近，低中轉速時排氣集中於主渦輪，等到超過轉速4,000rpm便開始改由副渦輪增壓。車型：
1. 1993年-1998年：第二代速霸陸Legacy五門BG5 GT、四門BD5 RS

#### EJ20R型
此EJ20R型引擎皆搭配手排變速箱，為了改良表現稍弱的扭力，把序列式雙渦輪增壓系統供應商從日立改為電裝。不過也造成主、副渦輪在轉換時，某種原因造成排氣的流動干涉過大，連帶影響出力表現。最大馬力為280ps / 6,500rpm，最大扭力則是34.5kg·m / 5,000rpm。車型：
1. 1996年-1998年：第二代速霸陸Legacy五門BG5 GT-B、五門BH5 GT/Etune、四門BD5 RS、四門B4 BE5 RSK

#### EJ206型
EJ206型搭配自排變速箱，最大馬力為250ps / 6,500rpm，最大扭力則是31.5kg·m / 5,000rpm。BH5A/B/C三種車型的主渦輪為IHI VF25型、副渦輪為VF27型，BH5D則改成主渦輪VF33型、副渦輪VF32型。車型：
1. 1998年-2003年：第三代速霸陸Legacy五門BH5 GT、五門BH5 GT-B、四門BE5 B4

#### EJ208型
EJ208型配合手排變速箱，最大馬力為280ps / 6,500rpm，最大扭力則為34.5kg·m / 5,000rpm。至於壓縮比則依車型而有所不同：BH5A/B（Boxer Phase-II）為8.5：1、BH5C（Boxer Phase-II）為8.5：1、BH5D（Boxer Phase-III）則為9.0：1。車型：
1. 1998年-2003年：第三代速霸陸Legacy五門BH5 GT、五門BH5 GT-B、四門BE5 B4

## EJ22型
EJ22型共通的排氣量為2,212c.c.、缸徑96.9mm、衝程75.0mm、壓縮比9.5：1至9.7：1，依構造區分成許多下列亞型：

### EJ221型及EJ222型
二者皆採自然進氣、SOHC構造、MPI多點燃油噴射裝置，其中EJ221型的最大馬力135ps / 5,500rpm，最大扭力19.0kg·m / 4,000rpm；EJ222型則為最大馬力144ps / 5,600rpm，最大扭力149lb·ft / 3,600rpm。車型：
1. 1990年-1998年：第一代速霸陸Legacy
2. 1995年-2000年：第一代速霸陸Impreza
3. 1995年-1998年：第一代速霸陸Outback

### EJ22E型
渦輪增壓的EJ22E型為SOHC結構，最大馬力135ps / 5,800 rpm，最大扭力140lb·ft / 4,800rpm。車型：
1. 1989年-1996年：第一代速霸陸Legacy / Liberty（澳洲）
2. 1992年-1998年：第一代速霸陸Impreza

### EJ22T型
SOHC結構的EJ22T型具有渦輪增壓器，汽缸本體採封閉式水道設計，但沒有中冷器。最大馬力165ps / 5,600rpm，扭力峰值181lb·ft / 2,800rpm。車型：
1. 1991年-1993年：第一代速霸陸Legacy（北美洲）

### EJ22G型
EJ22G型採DOHC構造，壓縮比為8.0：1，最大馬力280ps / 6,000rpm，扭力峰值37.0kg·m / 3,200rpm。活塞為手工鍛造，搭配石川島播磨重工業的VF23型滾珠軸承渦輪增壓器。車型：
1. 1998年：速霸陸Impreza 22B-STi Version

## EJ25型
排氣量2,457c.c.的EJ25型乃自主力引擎EJ20型擴缸而來，缸徑99.5mm、衝程79.0mm。自然進氣版的壓縮比為9.5：1至10.0：1，渦輪增壓版的則是8.0：1至9.5：1。以往多為DOHC和自然進氣的組合，現行則改為SOHC搭自然進氣、DOHC搭渦輪增壓等二種組合。此型引擎搭配的可變氣門正時技術為i-AVLS智慧氣門提升系統，每個汽缸的進氣閥門由搖臂以其所屬的凸輪凸部驅動。EJ25型可依構造細分成下述的亞型：

### EJ25D型
DOHC、自然進氣的EJ25D型之汽缸頭與DOHC構造的EJ20型流用，是以燃燒室的形狀符合EJ20型的92.0mm缸徑，壓縮比為9.5：1。最大馬力160ps / 6,000rpm、最大扭力21.5kgf·m / 2,800rpm。1996年小改款時，壓縮比改為10.7：1，馬力變成175ps / 6,000rpm，扭力峰值則為23.5kgf·m / 3,800rpm。車型：
1. 1994年-1998年：第二代速霸陸Legacy、第一代速霸陸Outback
2. 1998年：第一代速霸陸Impreza

### EJ251型

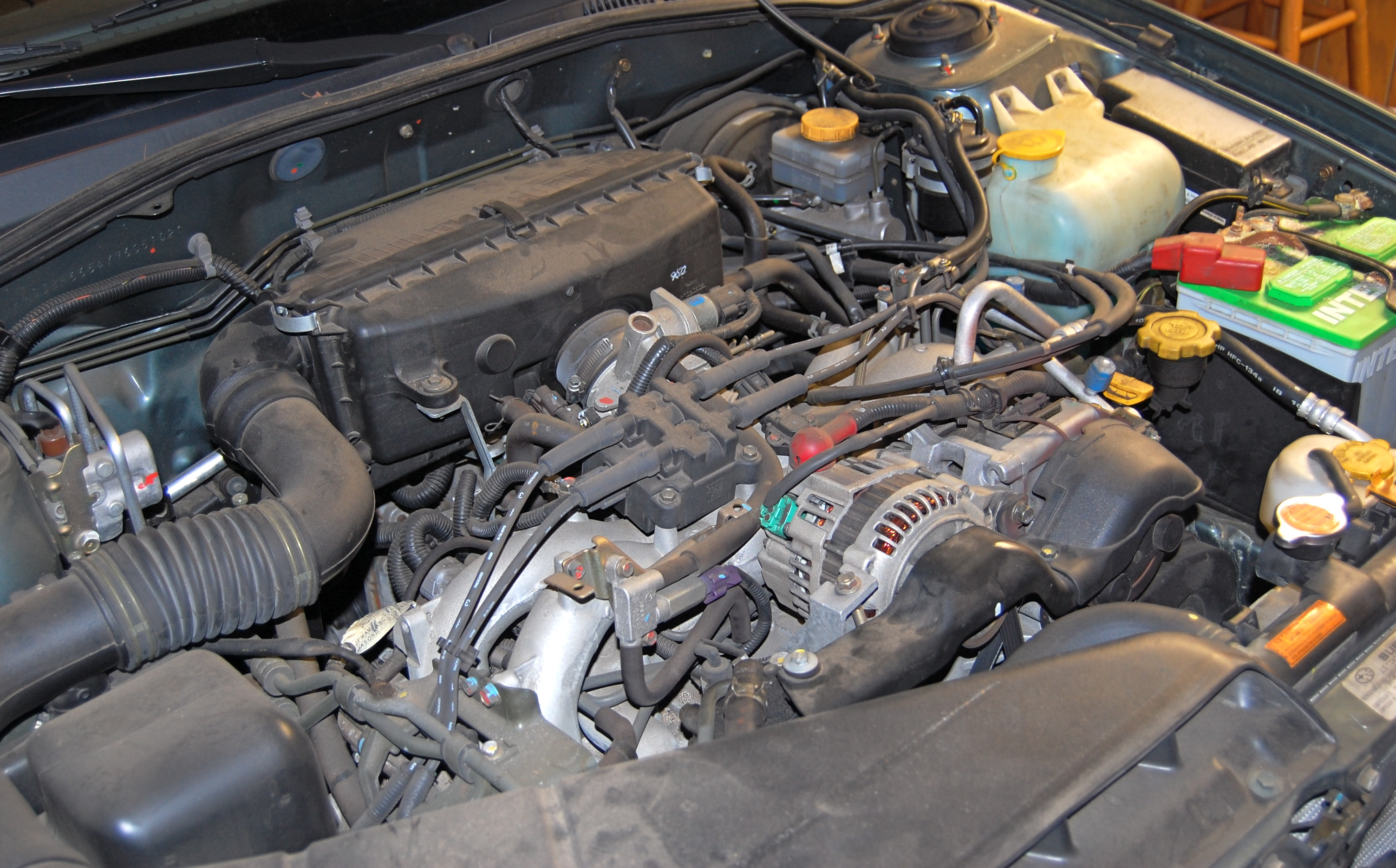
EJ251型

SOHC構造的EJ251型之壓縮比為10.0：1，最大馬力167ps / 5,600rpm、最大扭力23.0kgf·m / 4,400rpm。車型：
1. 2000年-2004年：第二代速霸陸Impreza
2. 2000年-2004年：第三代速霸陸Legacy
3. 2000年-2002年：第一代速霸陸Forester
4. 2003年-2006年：速霸陸Baja

### EJ252型
EJ252型也是屬於SOHC構造，最大馬力165hp / 5,600rpm、最大扭力167ft·lbf / 4,000rpm。車型：
1. 2000年：第三代速霸陸Legacy / 第一代Outback
2. 2000年：第一代速霸陸Forester

### EJ253型

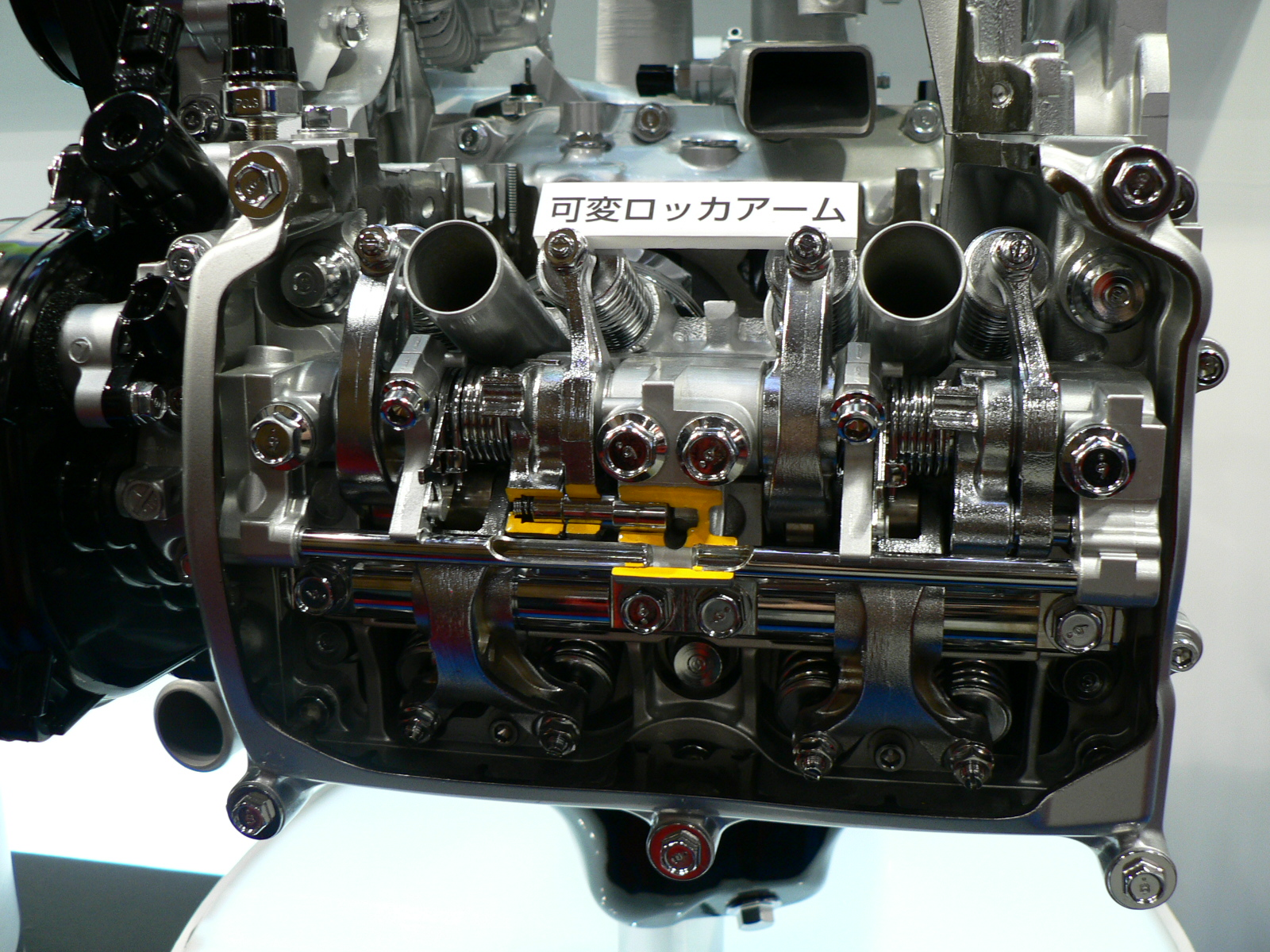
2007年東京車展展出的EJ253型

SOHC構造的EJ253型引擎追加了i-AVLS智慧氣門提升系統，壓縮比為10.0：1。最大馬力167ps / 6,000rpm，最大扭力23.4kgf·m / 4,400rpm。
1. 1999年、2005年：第一、二代速霸陸Forester
2. 2000年、2005年：第二代速霸陸Impreza
3. 2003年-2006年：第四代速霸陸Legacy（歐洲）
4. 2003年-2009年：第三代速霸陸Outback（歐洲）
5. 2009年-2012年：第四代速霸陸Outback
6. 2005年-2006年：紳寶9-2X Linear
7. 2008年迄今：速霸陸Exiga

### EJ254型
EJ254型採DOHC、自然進氣的設計，汽缸頭與DOHC構造的EJ20型流用。附有AVCS主動閥門控制系統，壓縮比為10.7：1。最大馬力167ps / 6,000rpm，最大扭力24.0kgf·m / 2,800rpm。2001年時改良進氣側的佈局，馬力提升至170ps / 6,000rpm，最大扭力則為24.3kgf·m / 2,800rpm。車型：
1. 2002-2003年：第三代速霸陸Legacy、第二代速霸陸Outback
2. 2004年-2012年：第二、三代速霸陸Forester
3. 2002年-2004年：第二代速霸陸Impreza RS

### EJ255型
渦輪增壓的EJ255型也是DOHC構造，具有AVCS主動閥門控制系統，壓縮比8.2：1。最大馬力265ps / 5,600rpm，最大扭力是38.5kgf·m / 3,600rpm。2004年Baja追加此具引擎，為因應外銷市場的需求，最大馬力調校成210hp / 5,600rpm，最大扭力235lb·ft / 3,600rpm。2008年Outback限量的2.5XT搭載的EJ255型，壓縮比為8.4：1，最大馬力265ps / 5,600rpm，最大扭力35.7kgf·m / 2,400rpm。同年這顆引擎經STI以等長排氣管路、雙渦流渦輪增壓、改良引擎本體等方式重新調校，最大馬力來到285ps / 5,600rpm，最大扭力40.0kgf·m / 2,000～4,800rpm，搭載於第四代Legacy的「S402」特仕車。車型：
1. 2003年-2006年：速霸陸Baja
2. 2003年迄今：速霸陸Forester
3. 2004年-2006年：速霸陸Baja
4. 2005年-2014年：第四、五代速霸陸Legacy
5. 2005年-2009年：第三代速霸陸Outback
6. 2006年：紳寶9-2X

### EJ257型

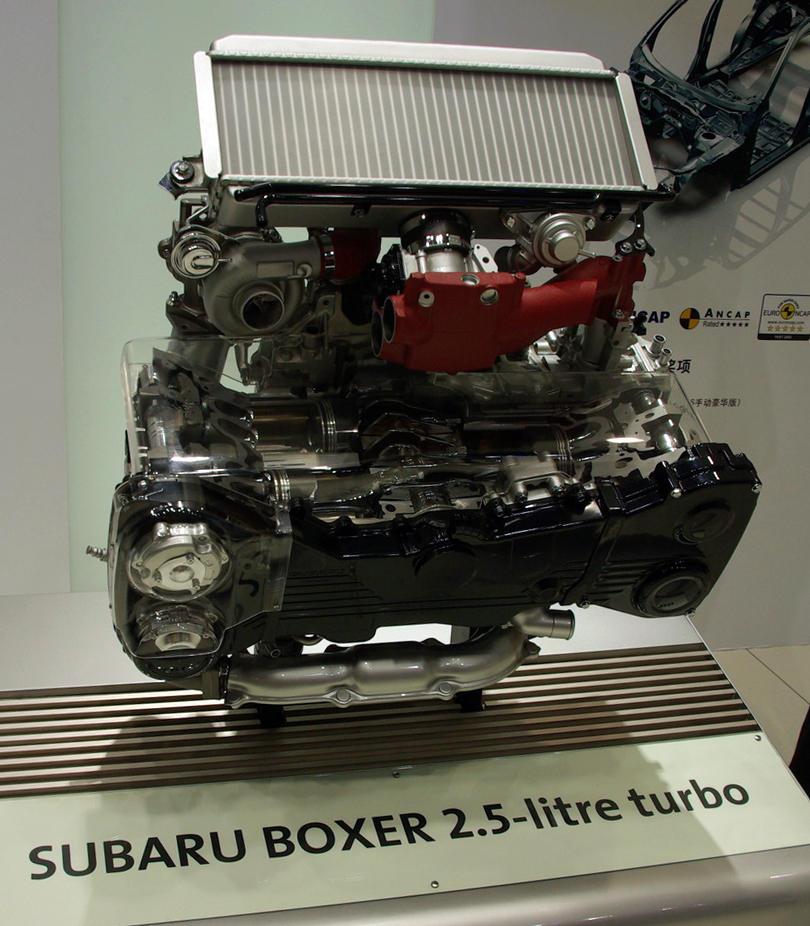
2011年深圳國際車展展出的EJ257型

渦輪增壓附中冷器的EJ257型採用DOHC、雙AVCS主動閥門控制系統，曾獲得2008年國際年度引擎大獎2.0L至2.5L組之首獎，最大馬力308hp / 6,400rpm、最大扭力43.0kg·m / 4,400rpm。和另一具EJ20型不同的是，此型引擎並沒有等長排氣管路和雙渦流渦輪增壓的加持。2009年日本市場發表「Impreza WRX STI A-Line」，搭配Sportshift E-5AT五速手自排變速箱後的最大馬力下調成300ps / 6,200rpm，最大扭力也變成35.7kgf·m / 2,800～6,000rpm。後來2009年第五代Legacy推出時，去除二次進氣系統，改將排氣管路加大，馬力達285ps / 6,000rpm，扭力峰值35.7kgf·m / 2,000～5,600rpm。2014年推出美規第一代WRX STI時，搭配6速手排變速箱可輸出最大馬力305hp / 6,000rpm、最大扭力290lb-ft / 4,000rpm。車型：
1. 2004年：第二代速霸陸Impreza WRX STi（美規）
2. 2008年：第三代速霸陸Impreza WRX STi（美規）
3. 2009年：第三代速霸陸Impreza WRX STI A-Line（日規）
4. 2009年-2014年：第五代速霸陸Legacy
5. 2014年：第一代速霸陸WRX STI（美規）

## EG33型
和ER27型引擎一樣，這具排氣量3,318c.c.的EG33型引擎乃自既有的EJ22型再擴大兩個汽缸而成，缸徑96.9mm、衝程75.0mm、壓縮比10.0：1，採用自然進氣、DOHC結構。最大馬力240ps / 6,000rpm、扭力峰值31.5kgf·m / 4,800rpm。車型：
1. 1991年-1996年：速霸陸Alcyone SVX

## 內部連結
- 速霸陸引擎列表
- 水平對臥引擎
- 水平對臥四缸引擎
- 水平對臥六缸引擎

## 外部連結
- （日語）スバル(富士重工業)製エンジンのまとめページ （页面存档备份，存于）